# Закхаймские ворота
Закхаймские ворота (нем. Sackheimer Tor) — памятник истории и культуры федерального значения, одни из восьми сохранившихся городских ворот Калининграда, современное пространство арт-платформы «Ворота» на пересечении Московского проспекта и Литовского вала.

## История
Первые ворота на этом месте построены как часть вального укрепления Кёнигсберга в начале XVII века. 

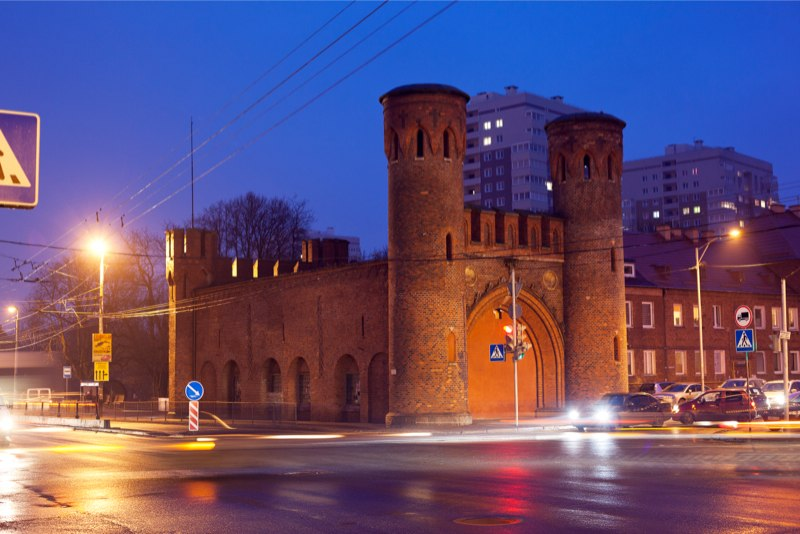
Закхаймские ворота в 2015 году.

Нынешнее здание Закхаймских ворот возведено в середине XIX века. До конца XIX века ворота были контрольно-пропускным пунктом при въезде в город. После того, как валы утратили оборонную функцию, ворота стали своего рода аналогом триумфальной арки.
В начале XX века военное ведомство передало Закхаймские ворота городу. После этого часть казематов снесли и к воротам пристроили жилые дома.
После Второй мировой войны до 2006 года Закхаймские ворота использовали как склад.
В 2006 году началась реставрация ворот. После реставрации ворота были переданы федеральному государственному учреждению «Центр стандартизации и метрологии».
В 2013 году Закхаймские ворота были отданы под управление «Калининградского союза фотохудожников», совместно с ним группа независимых кураторов инициировала создание арт-платформы «Ворота». Оригинальная архитектура здания и его исторические ценности сохранены.

## Архитектура

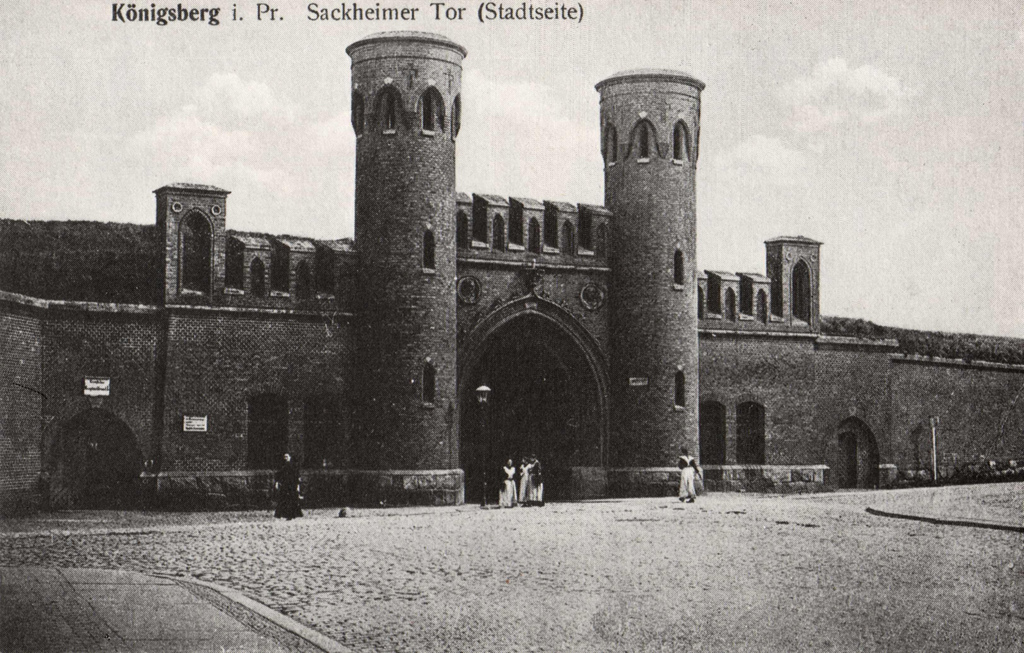
Закхаймские ворота в 1902 году

Закхаймские ворота имеют один проезд в виде арки. В прошлом по бокам были также меньшие арки, которые, возможно, использовались как пешеходные проходы, однако до наших дней они не сохранились. На углах Закхаймских ворот расположены четыре башни: две круглые со стороны города и восьмигранные с внешней стороны. Со стороны города ворота были украшены горельефами Иоганна Давида Людвига Йорка и Фридриха Вильгельма Бюлова, с внешней стороны — изображением чёрного орла (Орден Чёрного орла был высшей наградой Пруссии).
По своей архитектуре Закхаймские ворота похожи на Фридрихсбургские — такие же тяжеловесные, массивные и прочные.
Пустотелые башни имеют узкие стрельчатые окна, сверху прикрытые декоративными коронами. Между ними расположены защитные зубцы. Чуть выше раньше были размещены горельефы генерала фон Йорка и генерала фон Бюлова, которые во время войны с Наполеоном собрали народное ополчение и участвовали в освободительных походах 1813−1815 годов

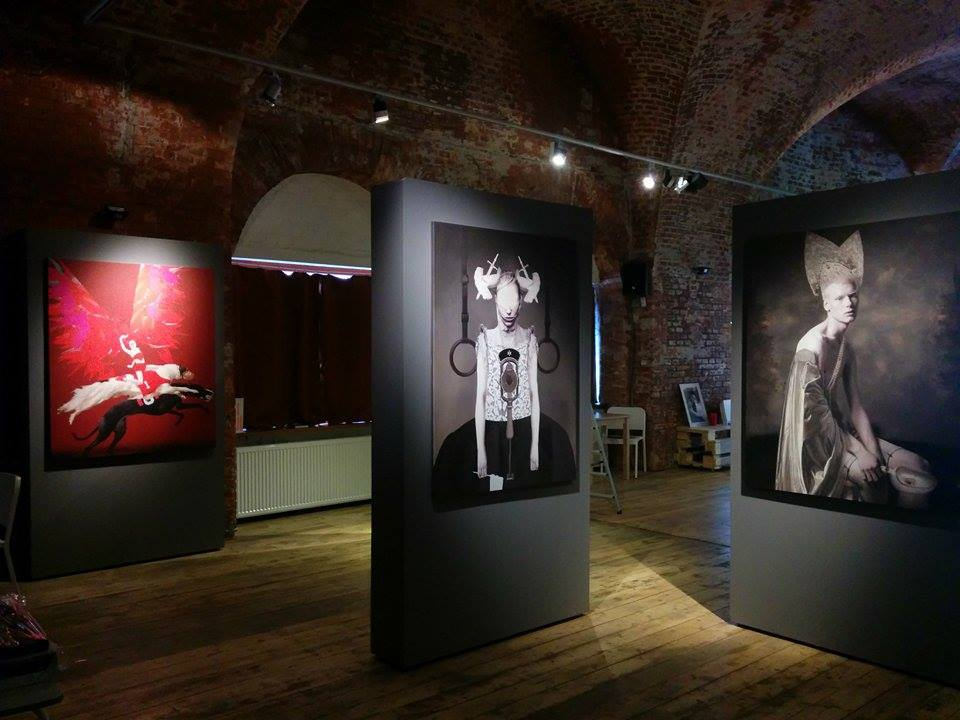
Арт-платформа «Ворота» внутри Закхаймских ворот

## Арт-платформа «Ворота» в Закхаймских воротах
В 2013 году Закхаймские ворота были отданы под управление «Калининградского союза фотохудожников», совместно с ним группа кураторов инициировала создание арт-платформы «Ворота». Внутри здания провели масштабную реконструкцию: были установлены окна, проведены коммуникации, в 2015 году построен второй этаж. С 2013 года арт-платформа «Ворота» активно функционирует: два раза в месяц здесь проходят выставки современного искусства от местных авторов, а также художников из других городов России и мира. Также здесь происходят различные мероприятия публичного и просветительного характера: кинофестивали, мастер-классы, лекции, конференции. Кроме того, в «Воротах» работает кофейня «Символ» и коворкинг «СтолСтул».